# Burgstall Waldburg (Oberösterreich)
Der Burgstall Waldburg ist eine abgegangene Höhenburg in der Gemeinde Waldburg im Bezirk Freistadt von Oberösterreich.

## Geschichte
Von einem Waldburger Hof ist 1365 die Rede, als Stephan von Harrach einen Hof an den ehrbaren Knecht Heinrich den Scheiber, Schaffer zu Freistadt, versetzte. Auch besteht die Theorie, dass die Herrschaft Waldenfels von den Waldburgern, die Wallseer Gefolgsmannen waren, gegründet worden sein könnte, nachdem deren eigene Burg im 14. Jahrhundert zerstört worden ist.
Die Waldburger selbst sind in keinem Adelslexikon zu finden, es wird aber ein Hezilo von Waldburg im Passauer Urbar aus dem frühen 13. Jahrhundert genannt, weitere Waldburger sind Ortlieb de Waltpurch (1289), Ulrich der Walpurger (1297), Syghart und Ortel Walpurg (1309). Spätere Waldburger waren Ortwein (1337/1338 Burggraf von Waxenberg) bzw. seine Söhne Purkhart († vor 1383) und Ortwin Walpurger (letzterer war Inhaber von Waldenfels). Von den Waldburgern wird vermutet, dass sie freibäuerlicher Herkunft waren und vielleicht als Rodungsleiter den Wallseern dienstbar waren und dann in den rittermäßigen Kleinadel aufgestiegen sind. Diese Waldburger sind nicht mit den schwäbischen Waldburgern gleichzusetzen.

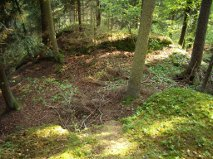
Burgstall Waldburg

## Burgstall Waldburg heute
Die Substruktion der Waldburg befindet sich ca. 0,25 km südwestlich der Bodenmühle und ist noch relativ gut erhalten. Zu sehen sind zwei aus dem Felsen geschlagene Gräben (Halsgraben mit Schrämspuren), auch gibt es Hinweise auf eine Massivbebauung. Der Abhang zum Waldburger Bach ist von Mauersteinen übersät. Das Objekt steht nicht unter Denkmalschutz.